# De l'amour (Stendhal)
Pour les articles homonymes, voir De l'amour.
De l'amour est un essai de Stendhal publié en 1822. Sous couvert d’analyse psychologique et sociologique de l’amour, il y exprime sa passion malheureuse pour Matilde Viscontini Dembowski. C’est dans cet ouvrage qu'il invente et décrit le célèbre phénomène de la cristallisation.

## Genèse

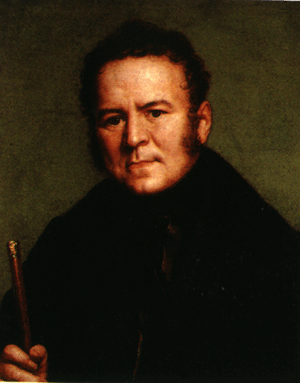
Stendhal par Ducis en 1835, Bibliothèque Sormani, Milan

Rendu malheureux par son amour pour celle qu'il appelait Métilde, Stendhal a l'idée, le 29 décembre 1819, « Day of genius » comme il le dira lui-même, d'écrire un essai d’idéologie (dans le sens de Destutt de Tracy, qu’il admire) sur les sentiments amoureux, « parler de sa passion malheureuse par le truchement d'idées plus générales », plutôt que de passer par la fiction, comme il en avait initialement l'intention. Il le termine en juillet 1820. Il charge une connaissance, le comte Severoli, de l'amener à Strasbourg. Par suite de négligence, le manuscrit est perdu pendant plus d'un an. Stendhal ne le récupère qu'en 1821, lors de son retour à Paris, sachant tout espoir impossible avec Métilde. Il remanie profondément le manuscrit et se met à la recherche d'un éditeur. Il signe un contrat le 6 mai 1822 avec Pierre Mongie l'aîné et l'ouvrage paraît en deux volumes le 17 août, tiré à 1000 exemplaires. À sa sortie, il passe totalement inaperçu. Dans la seconde édition, en 1833, deux chapitres sont rajoutés : Le Rameau de Salzbourg et Ernestine ou la naissance de l'amour. Onze ans après la mort de Stendhal, en 1853, son cousin Romain Colomb fait paraître une nouvelle édition chez Michel Lévy, augmentée de différents fragments inédits, sous le titre de Compléments. D'après une note (non signée, mais probablement de Colomb) de l'édition Michel-Levy frères de 1856, la troisième préface pour De l'amour a été  "terminée le 15 mars 1842" soit huit jours avant la mort de Stendhal. La note conclut : " C'est donc probablement son dernier écrit ".

## Résumé
L'ouvrage est divisé en deux livres, le premier se consacre à l'analyse psychologique du sentiment amoureux ; le second propose une étude sociologique des mœurs amoureuses de différents pays, ainsi que sur l'éducation des femmes, même s'il oscille entre les deux dans chaque livre. Il ne peut s'empêcher de faire régulièrement des allusions à son histoire avec Matilde, comme cette allusion à l’un de leurs malentendus, Matilde soupçonnant Stendhal de n’être qu’un séducteur collectionnant les conquêtes : « Peut-être que les femmes sont principalement soutenues par l'orgueil de faire une belle défense, et qu'elles s'imaginent que leur amant met de la vanité à les avoir ; idée petite et misérable : un homme passionné qui se jette de gaieté de cœur dans tant de situations ridicules a bien le temps de songer à la vanité ».

### Livre I

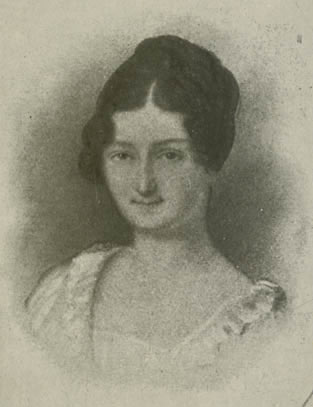
Matilde Viscontini Dembowski

C'est dans les premiers chapitres, après la description des différentes étapes de l'amour, qu'il développe sa théorie de la cristallisation, le phénomène d'idéalisation à l'œuvre au début d'une relation amoureuse : « En un mot, il suffit de penser à une perfection pour la voir dans ce qu'on aime ». De la « cristallisation de la maîtresse d'un homme », il dira   qu'elle « n'est autre chose que la collection de toutes les perfections et de tous les désirs qu'il a pu former à son égard ». Le concept de cristallisation s'ancre dans une tentative de développement du sentiment amoureux chez l'homme et chez la femme sous toutes ses facettes : la première vue, l'engouement, le coup de foudre, la pudeur, les regards, etc.
Le Livre 1 est l'occasion d'une critique acerbe du mariage, « cette prostitution légale » : « Il est beaucoup plus contre la pudeur de se mettre au lit avec un homme qu'on n'a vu que deux fois, après trois mots latins dits à l'église, que de céder malgré soi à un homme qu'on adore depuis deux ans. Mais je parle un langage absurde. »

### Livre II
Stendhal se propose de comparer les mœurs amoureuses de différentes Nations (France, Italie, Angleterre, Allemagne, Arabie, Provence au XIIe siècle…etc.) parce « que nous ne pouvons être éclairés sur ce qui se passe dans nous que par les faiblesses que nous avons observées chez les autres ».
Très critique vis-à-vis de la France, où les jeunes hommes n'écoutent que leur vanité et le bon ton, pour aimer comme pour quitter leur maîtresse, il s'attarde bien plus sur l'Italie, « le seul pays où croisse en liberté la plante que je décris ». Il y loue la coutume du "cavalier-servant" , décrite par ailleurs par Lord Byron : il est tout à fait admis et convenable pour l'épouse d'avoir un amant qui la suit en toute occasion,  considéré comme un ami de la famille, y compris par l'époux, et avec qui elle entretient un rapport quasi conjugal.
À la fin du Livre II, dans le chapitre 54 De l'éducation des femmes et les suivants, il expose un vibrant plaidoyer pour une meilleure éducation donnée aux femmes : « Par l'actuelle éducation des jeunes filles, qui est le fruit du hasard et du plus sot orgueil, nous laissons oisives chez elles les facultés les plus brillantes pour elles-mêmes et pour nous. » Il conclut par : « si j'étais maître d'établir des usages, je donnerais aux jeunes filles, autant que possible, exactement la même éducation qu'aux jeunes garçons. »
Il termine le Livre II par la comparaison de deux types d’amoureux, Werther et Don Juan. Il prend pour modèle, Werther, le héros trop sensible de Goethe, plutôt que Saint-Preux, qu'il trouve trop plat, afin de montrer la supériorité des plaisirs qui lient l’esthétique à l’érotique : « L'amour à la Werther ouvre l'âme à tous les arts, à toutes les impressions douces et romantiques, au clair de lune, à la beauté des bois, à celle de la peinture, en un mot, au sentiment et à la jouissance du beau, sous quelque forme qu'il se présente, fût-ce sous un habit de bure. »  A contrario, il fait du Don Juan, pourtant admiré et envié en société, un homme malheureux  : « Au lieu de se perdre dans les rêveries enchanteresses de la cristallisation, (le Don Juan) pense comme un général au succès de ses manœuvres, et, en un mot, tue l’amour au lieu d’en jouir plus qu'un autre. »

### Compléments

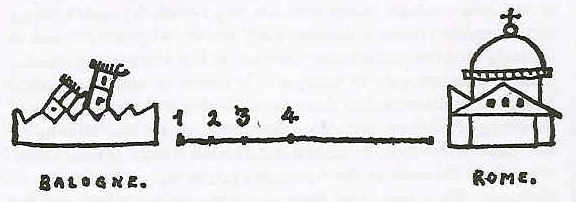
Le cheminement de la Cristallisation dessiné par Stendhal dans Le rameau de Salzbourg

C’est dans les Compléments, rajoutés en 1853 par Romain Colomb que se trouve le chapitre intitulé Des fiascos. Stendhal y décrit une conversation entre officiers parlant d’amour et de l'impuissance qui les affecte lors de la première fois (et même les autres), qui touche les hommes sensibles par excès d'amour et de respect, par timidité… qui peut être corrigé par les effets de l'alcool. Cette conversation, donnée comme réelle, n’est probablement qu’une fiction, totalement imaginée par Stendhal : « c'est un rêve que ces officiers républicains et beylistes discutant de l'amour. »
C’est aussi dans les Compléments qu’est placé Le Rameau de Salzbourg qui raconte comment lui est venue l’idée de l'analogie entre les sentiments amoureux et le processus naturel de la cristallisation, lors d'une visite, probablement tout aussi fictive, des mines de sel de Hallein, près de Salzbourg en 1818 avec des amis : « Au moment où vous commencez à vous occuper d'une femme, vous ne la voyez plus telle qu'elle est réellement, mais telle qu'il vous convient qu'elle soit. Vous comparez les illusions favorables que produit ce commencement d'intérêt à ces jolis diamants qui cachent la branche de charmille effeuillée par l'hiver, et qui ne sont aperçus, remarquez-le bien, que par l'œil de ce jeune homme qui commence à aimer. »

## De l’amourou les virtualités du romancier
En 1822 Stendhal n'a pas encore écrit de roman, hormis justement, l'essai infructueux qu'il fera de transposition narrative de sa relation avec Matilde en changeant simplement les noms.  Michel Crouzet, dans sa biographie Stendhal ou Monsieur Moi même, voit dans De l'amour « les virtualités du romancier que rien n'annonce autrement. Avec le traité, Stendhal est dans le roman, son livre en est nourri ; c'est un roman à deux personnages centraux, mais un roman désécrit, l'ordre analytique remplace le déroulement narratif et temporel de la passion. » Sous les pseudonymes  de Salviati, Léonore, Lisio, Delfante c'est son amour pour Metilde qu'il raconte, le baignant dans une « lumière mythique », brouillant les pistes de peur d'être reconnu, tel ce faux « Extrait du journal de Salviati », vrai récit de sa folie amoureuse avec laquelle il essaye de prendre de la distance, qu'il conclut par la mort de son personnage-alibi.
Mais son essai reste un exutoire : « En l'écrivant, Stendhal parvenait à vivre son désespoir et à le rendre actif, à s'en détacher ; analyser l'amour, et trouver au fond de l'analyse une leçon de logique, pour le rendre heureux, ou s'en consoler, ou au moins ressentir le sursaut d'orgueil de la lucidité, et de la victoire sur le malheur […] l'expérience personnelle s'intégrait aux lois générales de l'amour : écrire console et réconforte. »

## Réception
Mal vendu (une quarantaine d’exemplaires selon son éditeur en 1824), mal reçu à son époque, jugé incompréhensible par beaucoup ( « Plusieurs exemplaires ont été  actuellement brûlés par la vanité furibonde de gens de beaucoup d'esprit. »), Stendhal tente de s'en expliquer dans la préface d'une seconde édition parue en 1833. Il reconnaît qu'il n'a pas été clair mais soupçonne ses lecteurs (industriels et banquier qui ne sont occupés que de choses utiles) et lectrices (femmes du monde affectées, incapables de sentiments sincères) de ne pouvoir comprendre, faute d'avoir connu l'amour : « Il faut, pour suivre avec intérêt un examen philosophique de ce sentiment, autre chose que de l'esprit chez le lecteur ; il est de toute nécessité qu'il ait vu l'amour. Or où peut on voir une passion ? »
Malgré tout, il reçoit certaines éloges : le Journal de Paris (où il bénéficie du soutien de son ami Joseph Lingay)  « loue le naturel, la franchise, la liberté ultra philosophique, l’humeur leste et tranchante de l’auteur. » ; en Angleterre, le New Monthly Magazine reconnait M. Beyle comme l’auteur dont le grand plaisir était de lire, écrire voyager, et « de couper les soupirs en quatre », lui conseillant d’écrire un roman… En 1832, Le Globe y voit la théorie d’un homme qui avait prévu la révolution féministe.
Dans Stendhal et le Beylisme, Léon Blum, en 1914, souligne à la fois toutes les contradictions et la modernité de De l’amour : « Le premier, il a prétendu enfermer l'amour dans un système clos et certain. Les états amoureux, participant du mécanisme universel, tombent selon lui sous l'application de la méthode ; ils sont objet de connaissance certaine ; on peut les peser comme des minéraux, les analyser comme des composés chimiques. En même temps, l'amour véritable, le seul qui compte et vaille à ses yeux, est l'amour passion, l'amour total, absolu, celui qui occupe les forces entières de l'être et fait tomber, par son seul contact, les défenses ridicules de la morale ou de la raison. La singularité principale de son livre De l'amour réside dans ce mélange incompatible d'idéologie et de romantisme. La logique entend s'annexer les formes les plus intenses de la passion ; Helvetius veut expliquer Saint Preux. […] Il est difficile de pousser plus loin la présomption systématique. Ajoutons que Stendhal, pour fortifier sa démonstration, adresse comme un appel divinatoire à des sciences dont ses contemporains concevaient à peine l'idée, comme la psychologie comparée et l'anthropologie. […] Cependant, il pourrait suffire au nom de Stendhal d'avoir aperçu le premier […] que le mot amour était un vocable vague, désignant à la fois des formes sentimentales, non seulement distinctes, mais peu compatibles entre elles, d'avoir proclamé le premier que le bonheur n'était pas seulement d'aimer et d'être aimé, mais d'être aimé de la même façon qu'on aime. […] Stendhal a vu le premier que deux êtres pouvaient éprouver l'un pour l'autre des sentiments exactement qualifiés d'amour, bien que d'essence différente, et que cette illusion d'amour partagé pouvait conduire aux plus aigus déchirement du cœur. […] En écrivant, par exemple : “Rien n'ennuie l'amour-goût comme l'amour-passion chez son partenaire“, il ouvrait, au-delà de la tragédie racinienne, des avenues toutes neuves, celles mêmes où devait s'engager notre comédie moderne." »
En 1990, Michel Crouzet expliquait que si De l’amour est aujourd'hui l’œuvre la moins lue de Stendhal, c’est que sa vision de l’amour est perçue comme trop Romantique pour les contemporains : « Alors que le « moderne » nie que l'amour ait un sens et y voit un narcissisme furieux et cruel, le Narcisse Stendhalien sait que l'amour a un sens : la cristallisation, qui, certes, produit l'objet du désir, n'élabore que des perfections ; le désir est magnifiant par définition,. »

## Adaptation au cinéma
- De l'amour, film français de Jean Aurel sorti en 1964, avec Michel Piccoli dans le rôle principal.